# Драконы весеннего рассвета
«Драконы Весеннего Рассвета» (англ. Dragons of Spring Dawning) — последняя книга серии «Хроники Саги о Копье» американских писателей Маргарет Уэйс и Трэйси Хикмена, пишущих в жанрах фэнтези и научная фантастика.
Книга состоит из «Книги первой», состоящей из 9 глав, «Книги второй» (9 глав), «Книги третьей» (14 глав), и «Эпилога. Возвращение».

## Описание сюжета
Хотя чаша весов и склоняется в сторону сил Добра, Тьма не дремлет. Будто ожидая что-то или кого-то, армии Такхизис собираются вокруг Нераки. Совет Белокамня совершает бросок через Восточные Дебри. Тем временем судьба мира оказывается в руках Героев Копья, которых ожидает нелёгкий выбор: им предстоит отправиться в самое сердце Тьмы — и никто не знает, что их там ожидает…

## Перевод
На русском языке книга впервые издана в 1994 году издательством «Северо-запад». В 1996 переиздана издательством «Азбука», при этом оформление этого издания практически совпадало с изданием 1994 года.
Большая часть первого тиража «Драконов…» сгорела, поэтому книга некоторое время была довольно редкой. В начале 2003 года книга была переиздана в новом оформлении издательством «Максима».